# La Grande Caravane
La Grande Caravane (Wagon Train) est une série télévisée américaine en 252 épisodes de 52 minutes en noir et blanc, et 32 épisodes de 75 minutes en couleur (la 7e saison) et diffusée entre le 18 septembre 1957 et le 13 juin 1962 sur le réseau NBC puis entre le 19 septembre 1962 et le 2 mai 1965 sur le réseau ABC. C'est une série western inspirée du film de John Ford Le Convoi des braves, sorti en 1950.
En France, la série a été diffusée à partir du 26 juin 1964 sur la RTF Télévision.

## Synopsis
Cette série met en scène les aventures d'une caravane en route du Missouri vers la Californie quelques années après la fin de la Guerre de Sécession. À la fin de la première saison, la caravane atteint la Californie. Pour prolonger la série, dans le premier épisode de la seconde saison, les personnages principaux sont enrôlés de force sur un navire, dont ils ne parviennent à s'échapper qu'à La Nouvelle-Orléans, ce qui les remet en « position de départ » pour un nouveau voyage.
Les saisons suivantes sont formées d'épisodes moins chronologiquement ordonnés, pouvant se dérouler à n'importe quel moment de n'importe quel trajet.
L'acteur Ward Bond, qui jouait le rôle du chef de la caravane, mourut d'une crise cardiaque le 5 novembre 1960, au milieu de la quatrième saison. Son rôle fut repris par John McIntire, sans explication.

## Distribution
- Ward Bond : Seth Adams (saisons 1 à 4)
- Robert Horton : Flint McCullough (saisons 1 à 5)
- John McIntire : Christopher Hale (saisons 4 à 8)
- Robert Fuller (en) : Cooper Smith (saisons 7 et 8)
- Denny Scott Miller (en) : Duke Shannon (saisons 5 à 7)
- Michael Burns (en) : Barnaby West (saisons 4 à 8)
- Frank McGrath : Charlie Wooster
- Terry Wilson : Bill Hawks

### Invités
- Mort Mills

## Épisodes
Saison 1 (1957-1958)
1. L'Ex-Champion (The Willy Moran Story)
2. L'histoire de Jean LeBec (The Jean LeBec Story)
3. L'histoire de John Cameron (The John Cameron Story)
4. L'histoire de Ruth Owens (The Ruth Owens Story)
5. L'histoire des Rands (The Les Rand Story)
6. L'histoire de Nels Stack (The Nels Stack Story)
7. L'histoire de Emily Rossiter (The Emily Rossiter Story)
8. Point de rupture  (The John Darro Story)
9. L'histoire de Charles Avery (The Charles Avery Story)
10. L'histoire de Mary Halstead (The Mary Halstead Story)
11. L'histoire de Zeke Thomas (The Zeke Thomas Story)
12. L'histoire de Riley Gratton (The Riley Gratton Story)
13. L'histoire de Clara Beauchamp (The Clara Beauchamp Story)
14. L'histoire de Julie Gage (The Julie Gage Story)
15. L'histoire de Cliff Grundy (The Cliff Grundy Story)
16. L'histoire de Luke O'Malley (The Luke O'Malley Story)
17. L'histoire de Jesse Cowan (The Jesse Cowan Story)
18. L'histoire de Gabe Carswell (The Gabe Carswell Story)
19. L'histoire de L'honorable Don Charlie (The Honorable Don Charlie Story)
20. L'histoire de Dora Gray (The Dora Gray Story)
21. L'histoire de Annie MacGregor (The Annie MacGregor Story)
22. L'histoire de Bill Tawnee (The Bill Tawnee Story)
23. L'histoire de Mark Hanford (The Mark Hanford Story)
24. L'histoire de Bernal Sierra (The Bernal Sierra Story)
25. L'histoire de Marie Dupree (The Marie Dupree Story)
26. Un homme nommé Horse (A Man Called Horse)
27. L'histoire de Sarah Drummond (The Sarah Drummond Story)
28. L'histoire de Sally Potter (The Sally Potter Story)
29. L'histoire de Daniel Barrister (The Daniel Barrister Story)
30. L'histoire du Major Adams (1/2) (The Major Adams Story: Part 1)
31. L'histoire du Major Adams (2/2) (The Major Adams Story: Part 2)
32. L'histoire de Charles Maury (The Charles Maury Story)
33. L'histoire de Dan Hogan (The Dan Hogan Story)
34. L'histoire de Ruttledge Munroe (The Ruttledge Munroe Story)
35. L'histoire de Rex Montana (The Rex Montana Story)
36. une femme d'exception (The Cassie Tanner Story)
37. L'histoire de John Wilbot (The John Wilbot Story)
38. L'histoire de Monty Britton (The Monty Britton Story)
39. L'histoire de Sacramento (The Sacramento Story)

## Influence
La Grande Caravane eut un successeur inattendu, la série télévisée Star Trek, modelée sur elle, et dont le titre original provisoire était Wagon Train to the Stars.